# Sophie Lauring
Sophie Louise Lauring (* 17. November 1966) ist eine dänische Theaterregisseurin und -intendantin sowie Schauspielerin.

## Leben
Sophie Lauring ist die Tochter des Schauspielers Bertel Lauring. Ihre Großeltern Gunnar Lauring und Henny Krause waren ebenfalls Schauspieler.
Sophie Lauring schloss 1995 ihr Schauspielstudium mit dem Diplom ab. Sie stand als Schauspielerin vor der Kamera und in mehreren Theatern, u. a. am Odense Teater, auf der Bühne. Seit 2004 inszenierte sie als Regisseurin am Theater zahlreiche Aufführungen. Von 2008 bis 2015 leitete sie als Intendantin das Baggard Teatret. Seit 2017 leitet sie das Regionaltheater Kolding.
Sophie Lauring war bis zum Jahr 2013 zudem Mitglied der Dänischen Akademie der Darstellenden Künste.